# Feliks Janowicz
Feliks Janowicz pseud. Młot (ur. 20 października 1884 w Białymstoku, zm. 15 kwietnia 1962 tamże) – działacz rewolucyjny i związkowy.
Skończył 3 klasy szkoły podstawowej i pracował w fabryce metalowej, od 1900 członek SDKPiL, jeden z najaktywniejszych organizatorów tej partii w Białymstoku. Propagandzista SDKPiL wśród białostockich tkaczy i rzemieślników, brał udział w zebraniach i wiecach organizowanych w podmiejskich lasach, 1901–1903 był członkiem Komitetu Białostockiego SDKPiL. 1905 za organizowanie i współudział w strajkach zwolniony z pracy, wyjechał w poszukiwaniu pracy do Kijowa, później do Sarn, wkrótce wrócił do Białegostoku, zaczął pracować w warsztatach kolejowych w Starosielcach, gdzie działał w miejscowej organizacji SDKPiL. 1915 ewakuowany do Kaługi, gdzie był brygadzistą w warsztatach kolejowych.
W 1917 brał udział w rewolucji październikowej, został członkiem Kałuskiej Rady Delegatów Robotniczych, Chłopskich i Żołnierskich i polskiego Komitetu Uchodźców. 1918 wstąpił do Czerwonej Gwardii i brał udział w walkach z kontrrewolucyjnymi oddziałami w rejonie Kaługi, 1919 wrócił do Białegostoku, gdzie pracował jako ślusarz maszynowy na kolei. Działał w Związku Zawodowym Kolejarzy, w którym 1919–1921 był skarbnikiem koła, wziął udział w organizowanych przez związek strajkach, m.in. 1920 był członkiem komitetu strajkowego w swoim zakładzie pracy. W lipcu 1920, po utworzeniu w Białymstoku TKRP, został mianowany komisarzem technicznym w fabryce metalowej przy ul. Grunwaldzkiej, po wyparciu Armii Czerwonej z miasta aresztowany na 3 miesiące przez polskie władze pod zarzutem kolaboracji z wrogiem. Po zwolnieniu został robotnikiem w białostockiej fabryce tytoniu, 1921–1923 działał w Związku Zawodowym Robotników i Robotnic Przemysłu Tytoniowego. Za działalność związkową zwolniony z pracy. 1923–1929 był ślusarzem-mechanikiem w rzeźni miejskiej w Białymstoku, 1925–1939 był działaczem klasowego Związku Zawodowego Robotników Przemysłu Metalowego w Polsce, podczas okupacji niemieckiej pracował w białostockim magistracie, później w miejskiej elektrowni. Od 1945 w PPR/PZPR, 1950–1955 hydraulik w Białostockim Przedsiębiorstwie Budownictwa Miejskiego, następnie na rencie. Odznaczony Krzyżem Kawalerskim Orderu Odrodzenia Polski.